# Punitovci
Punitovci (maďarsky Panyit) jsou vesnice a správní středisko stejnojmenné opčiny v Chorvatsku v Osijecko-baranjské župě. Nachází se asi 12 km severně od Đakova a asi 26 km jihozápadně od Osijeku. V roce 2011 žilo v Punitovcích 635 obyvatel, v celé opčině pak 1 803 obyvatel. Punitovci jsou opčina s největší slovenskou národnostní menšinou v Chorvatsku.
Součástí opčiny jsou celkem čtyři trvale obydlené vesnice. Ačkoliv je střediskem opčiny vesnice Punitovci, jejím největším sídlem je Josipovac Punitovački.
- Josipovac Punitovački – 787 obyvatel
- Jurjevac Punitovački – 317 obyvatel
- Krndija – 64 obyvatel
- Punitovci – 635 obyvatel

Územím opčiny prochází dálnice A5 a župní silnice Ž4106, Ž4107 a Ž4128.